# MCH Arena
MCH Arena – stadion piłkarski znajdujący się w mieście Herning w Danii. Swoje spotkania rozgrywa na nim FC Midtjylland. Jego pojemność wynosi 12 152 miejsc. Rekordową frekwencję, wynoszącą 12 018 osób, odnotowano 25 maja 2025 podczas meczu ligowego pomiędzy drużyną gospodarzy a Randers FC.

## Historia
Stadion był budowany w latach 2003–2004. Został oddany do użytku w marcu 2004. Pierwszy mecz na nim rozegrano 27 marca 2004 – było to ligowe spotkanie FC Midtjylland z Akademisk BK, wygrane przez gospodarzy 6:0. Obiekt początkowo nazywał się Messecenter Herning Stadion. Jeszcze w 2004 zmieniono jego nazwę na SAS Arena. W 2009 stadion ponownie zmienił nazwę, tym razem na MCH Arena. W 2011 na obiekcie rozgrywano spotkania mistrzostw Europy U-21. W latach 2022–2024 przebudowano wschodnią trybunę w celu utworzenia nowych stref VIP oraz lóż.